# Augustiner-Eremitinnen
Der Bettelorden der Augustiner-Eremitinnen ist der weibliche Zweig der Augustiner-Eremiten, einer streng klausurierten römisch-katholischen Ordensgemeinschaft.

## Geschichte
Eremitinnen-Klöster entstanden von Anfang an in enger örtlicher Nähe der Augustiner-Eremitenklöster, oft auch als Doppelklöster, was aber durch Papst Innozenz III. verboten wurde.
Der Orden wurde erst 1526 offiziell als eigenständiger Orden anerkannt.
Heute gibt es noch Eremitinnen-Klöster in Italien, Spanien und Polen.

## Ehemalige Klöster
Bei einigen Klöstern ist aus den historischen Texten manchmal nicht eindeutig zu erkennen, ob es sich um ein Augustiner-Eremitinnen-Kloster oder ein Augustiner-Chorfrauen-Stift handelte. Auch einige Benediktinerinnenklöster und Häuser der Schwestern vom Gemeinsamen Leben nahmen zwar die Augustinerregel an, gehörten aber nicht dem Orden an und gelten daher eigentlich nicht als Augustinerinnenklöster.
Deutschland
- Adelheiden bei Hegne Kloster Hegne (vor 1436–1808), vorher Benediktiner um 1355–1436, jetzt Kloster der Barmherzigen Schwestern vom Heiligen Kreuz und Sitz der Ordensprovinz
- Marienbek oder Marienspring in Badersleben (1479–1810), 1835 durch Baron von Gustedt gekauft, 1846 Ackerbauschule.
- Balingen (1406–1544) Augustinerinnen?? (welcher Orden?)
- Kloster Mariental (Bielefeld, 1491–1616, „Süsterkirche“ seit 1616 reformierte Pfarrkirche)
- Böblingen (vor 1481 – um 1536)
- Kloster Blumenthal, Beckum, (1446–1814), Augustinusregel seit 1464!
- Kloster St. Agnes Bocholt (vor 1447–1803, Augustinusregel seit 1463)
- Augustinerinnenkonvent bei St. Isidor Bonn (1293–16. Jh.)
- „Mariae Opferungsthal“ auf der Brede (1483–1810), Kloster der Armen Schulschwestern ULF
- Calw (spätes 15. Jh.–1555)
- Dinslaken „Marienkamp“ (1458–1808) vorher Schwestern vom gemeinsamen Leben seit 1434
- Kloster Marienthal in Eldagsen (1437–1647), wahrscheinlich nur Schwesternhaus[1]
- Kloster Frauweiler Bedburg (1452–1618)
- „St. Anna zum grünen Wald“ Freiburg (1451–1786), vorher Schwesternsammlung, 1449–1451, 1786 Vereinigung mit Adelhausen.
- Katharinenkloster Fritzlar (1145–1538), 1711–2003 Ursulinen
- Giengen an der Brenz (1463–1571)
- Augustinerinnenkloster Glindfeld (1298–1499, danach Kreuzherren (1499–1804))
- Kloster Grevenbroich (1883–1960, davor Wilhelmiten (1296–1628), Zisterzienser (1628–1803), heute Kreiskrankenhaus)
- Kloster Hecklingen (Ende 13. Jh. – 1559), 1571 von Familie von Trotha erworben
- „Süsternhaus“ „Schwesternhaus auf dem Holland“ Herford (1459–1529), 1579 letzte hochbetagte Augustinerin nachweisbar
- Hermaringen (15. Jh. – 1463)
- Hettstedt/Kupferberg (1254–1259/61) nach (Ober-)Wiederstedt verlegt
- Kloster Höchst (Höchst im Odenwald, 1244–1503, danach Benediktinerinnen bis 1568)
- Kloster Ingelheimerhausen (Mitte 12. Jahrhundert bis 1538, Zisterzienserinnen bis 1435, Karmelitinnen (1435–1538))
- St. Nikolaus Köln (1446–1802), vorher 1433–1446 Zisterzienserinnen
- St. Agatha Köln (1303–1459) danach Benediktinerinnen
  - St. Katharina Konstanz (um 1260–1808), 1995 Pauliner-Eremiten
- Katharinenhof Kranenburg (1446–1802), Augustinusregel seit 1472; vorher Beginen?
- Augustinerinnenkloster Küstelberg (1177–1299)
- Kloster Mariae Magdalenae Magdeburg (um 1230–nach 1577)
- St. Katharinen (Mainau)
- Kloster Marienwerder (1216–1542), davor Augustiner-Chorherren (1196–1216), danach ev. Damenstift (1620–bestehend)
- Kloster Memmingen (1252–1551, 1802–2008 Theater, abgebrochen)
- Kloster Merten (1160–1803), 1582 mit Kloster Herchen zusammengelegt
- „Annenkloster“ Nazareth (1483–1804)
- Neuenburg am Rhein (Ende 14. Jh.–1406), vorher Schwesternsammlung
- Kloster Holzheim Neuss (1432–1650)
- Kloster Marienberg Neuss (1439–1802)
- Neustadt/Orla (? – ?)
- Kloster Niederviehbach (1296–1803, seit 1847 Dominikanerinnen)
- Kloster Niesing (auch Kloster Mariental, Münster (Westfalen), 1444–1811, 1905–1945, abgebrochen)
- Oberndorf am Neckar (1264–1557), danach Augustiner-Eremiten bis 1806
- Kloster Odacker (13. Jahrh.–1508, dann 1513–1639, 1648–1804 Benediktinerinnen, abgebrochen)
- Ostereide (13. Jh.–1509), untergegangen im Dollart/Sturmflut!
- Owen (vor 1430–1567)
- Peternach (?–1497), danach Kreuzherren
- Kloster Rüthen (1480–1734, 1749–1772 Ursulinen)
- Schlotheim/Th. (1285–1543)
- Kloster St. Walburgis Soest (vor 1166–1582, danach bis 1812 und 1845–1945 Damenstift)
- Stotzheim/Euskirchen (vor 1390–1802)
- Tübingen (1479–1495)
- Urach (vor 1454–1537 und 1548–1558)
- Kloster Weiher, Köln (1198–1474, abgebrochen)
- Kloster Würzburg (1460–1572, ausgestorben)

Österreich
- St. Magdalena im Halltal bei Absam (Tirol) (bis 1522)
- St. Martin in Schwaz (Tirol)

Tschechien (Böhmen)
- Kloster St. Katharina (Prag) (1355–1787)